# Războiul Kitos
Războiul Kitos  (115–117), sau Al doilea război evreo-roman, cunoscut la evrei ca Răscoala Diasporei (מרד הגלויות , mered ha'galuyot sau mered ha'tfutzot מרד התפוצות), a fost una din cele trei revoltele majore ale evreilor din Provincia Iudeea și mai ales din Diaspora împotriva imperiului roman. Cea mai mare parte din ostilități s-au desfășurat în Cyrenaica în Libia, în Egipt și în Cipru.
Răscoala Diasporei, Războiul Kitos sau al doilea război evreo-roman a avut loc între anii 115-117 și s-a incheiat cu victoria romanilor. După unele scrieri, au fost pierderi mari, în jur de 440.000 de morți greci și romani. Numele de „Războiul Kitos” se referă mai ales la ciocnirile armate în Iudeea. Kitos, se crede, este deformarea în sursele evreiești a numelui latin Quietus, de la generalul roman Lusius Quietus.  